# Spa

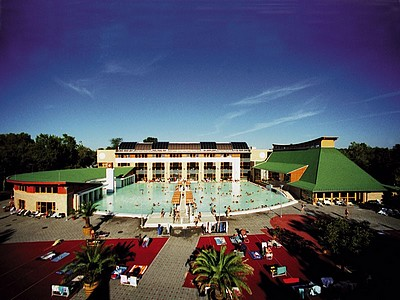
Spa chữa bệnh ở thị trấn Harkány, Hungary được cung cấp bởi các giếng nhiệt tạo ra nước clorua hàm lượng sunfua cao chứa natri-, canxi- và hydro cacbonat.
Spa của Harkány được cung cấp bởi các giếng nhiệt tạo ra nước clorua hàm lượng sunfua cao có chứa natri-, canxi- và hydro cacbonat.

Spa là nơi sử dụng nước suối giàu khoáng chất (và đôi khi là nước biển) để tắm thuốc. Các thị trấn spa hoặc khu nghỉ dưỡng spa (bao gồm cả các khu nghỉ dưỡng suối nước nóng) thường cung cấp các liệu pháp chăm sóc sức khỏe khác nhau, còn được gọi là liệu pháp tắm hơi.
Niềm tin vào khả năng chữa bệnh của nước khoáng có từ thời tiền sử. Những phương thức thực hành như vậy đã phổ biến trên toàn thế giới, nhưng đặc biệt phổ biến ở Châu Âu và Nhật Bản. Spa ban ngày và spa y tế cũng khá phổ biến và cung cấp nhiều liệu pháp chăm sóc cá nhân khác nhau.

### Tắm thời Hy Lạp và La Mã

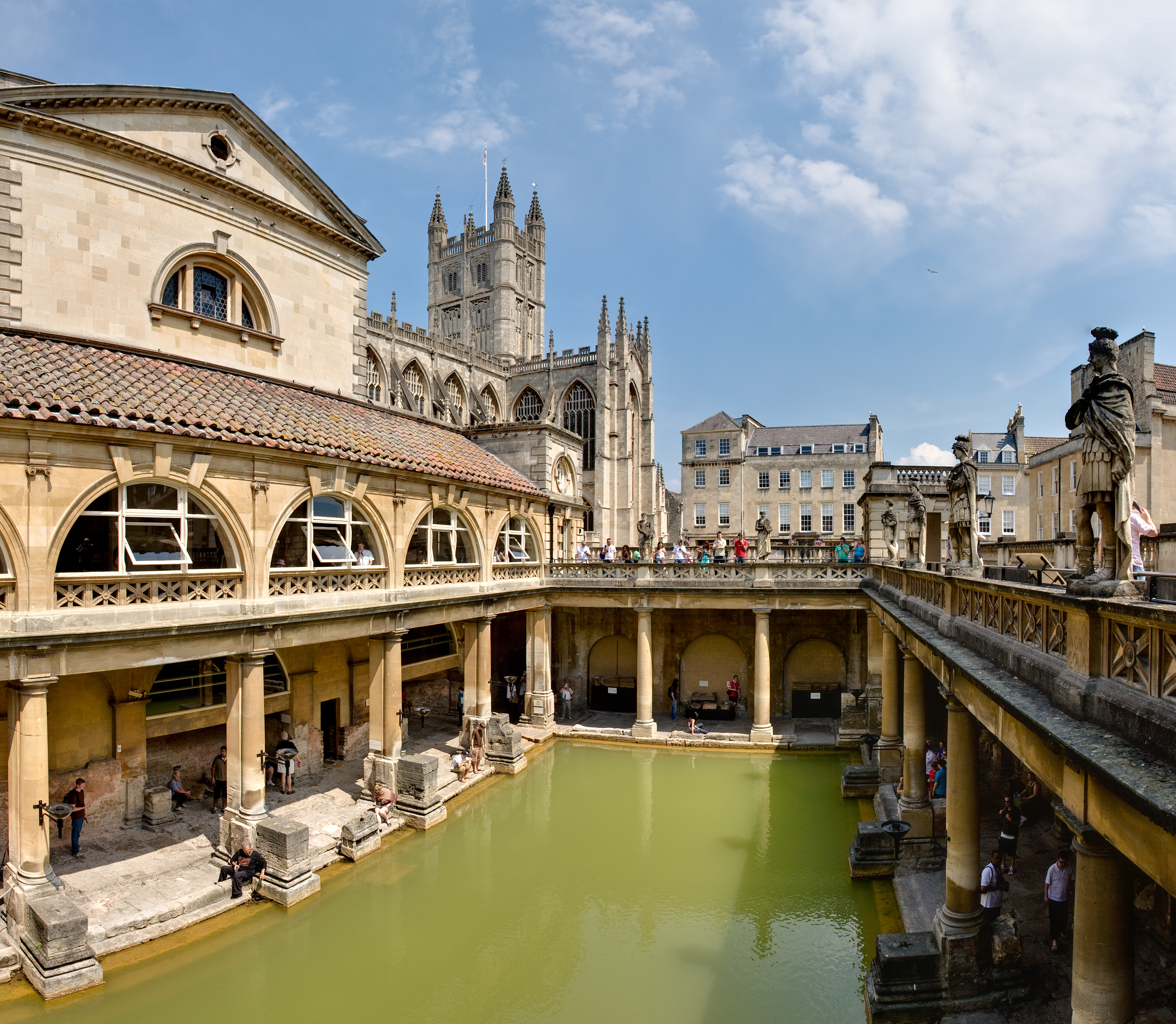
Nhà tắm La Mã cổ đại ở Bath, Anh
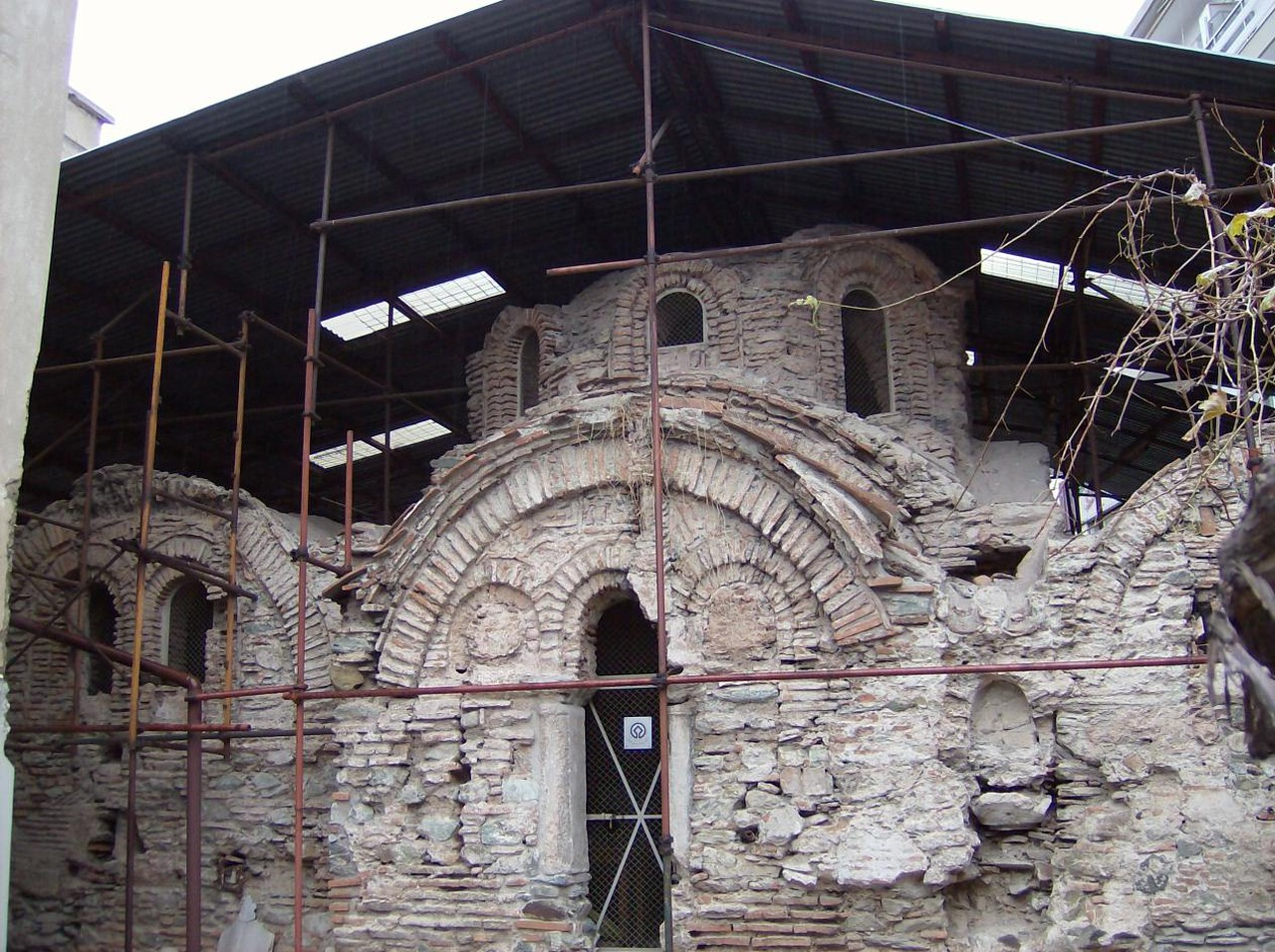
Nhà tắm Byzantine ở Thessaloniki
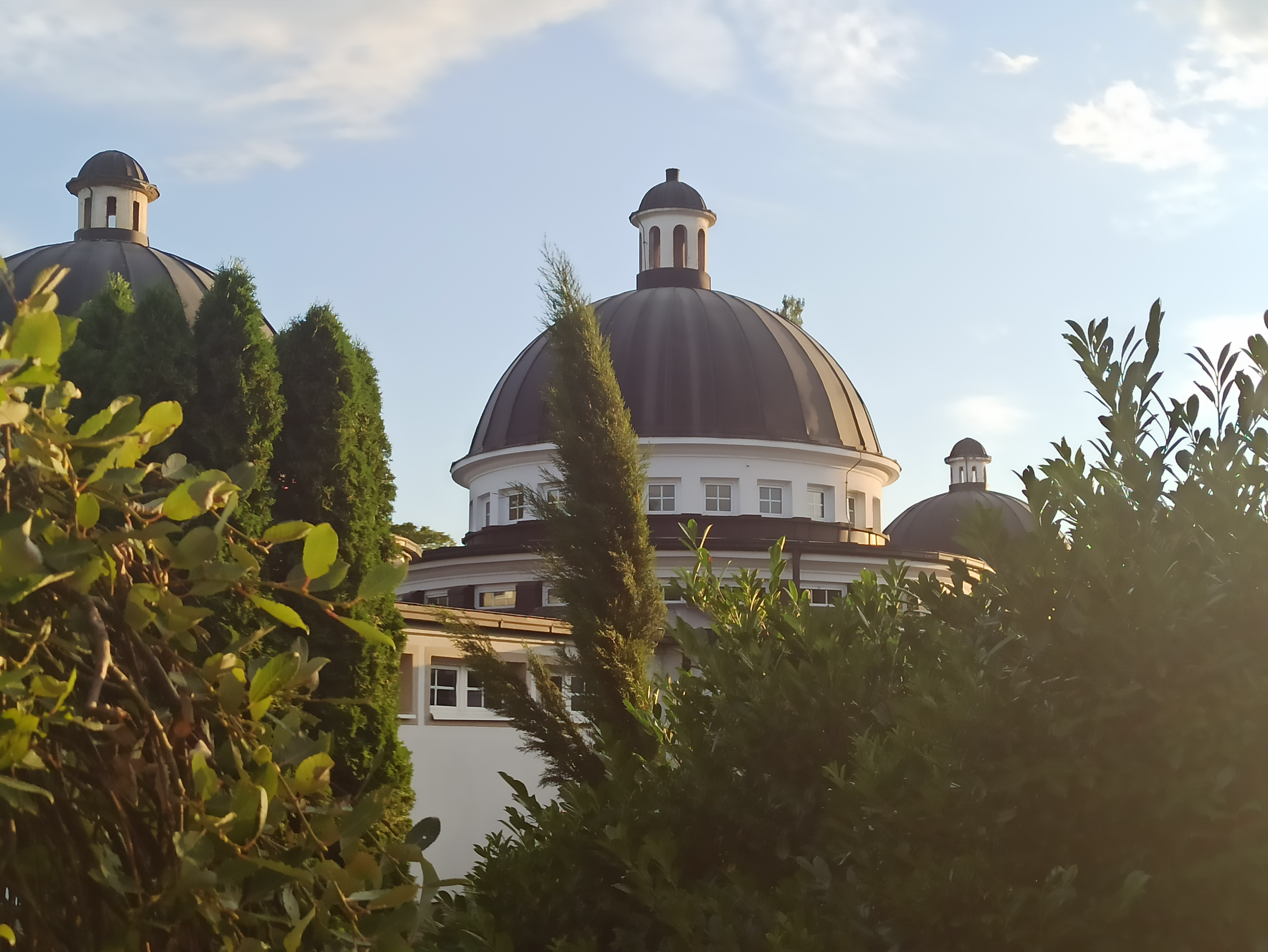
Spa Slatina ở Cộng hòa Srpska, BiH
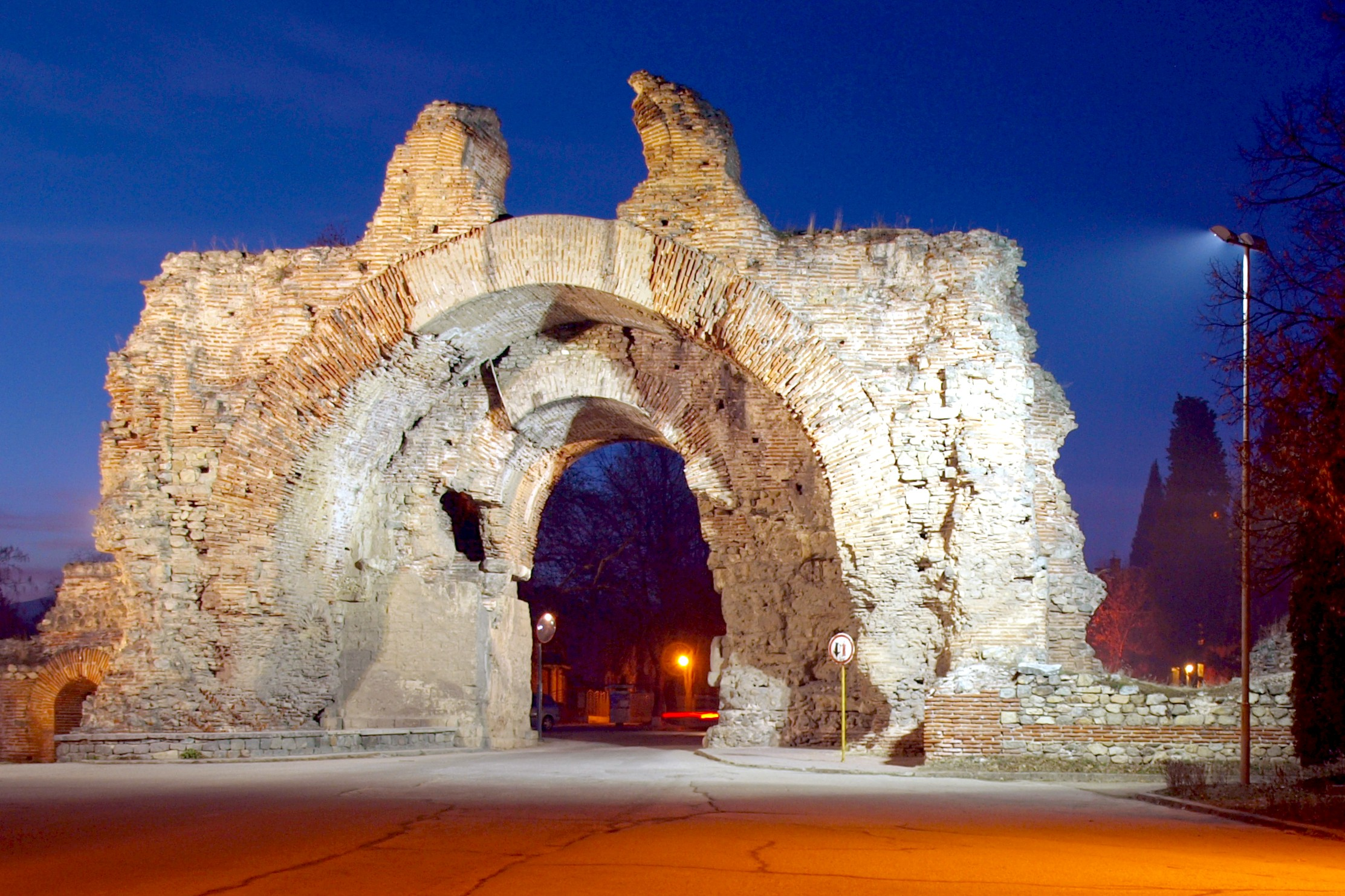
Thị trấn spa Hisarya ở Bun-ga-ri. Một thành phố La Mã cổ đại được xây dựng vào thế kỷ 1 sau Công nguyên vì có các suối khoáng ở vùng lân cận.
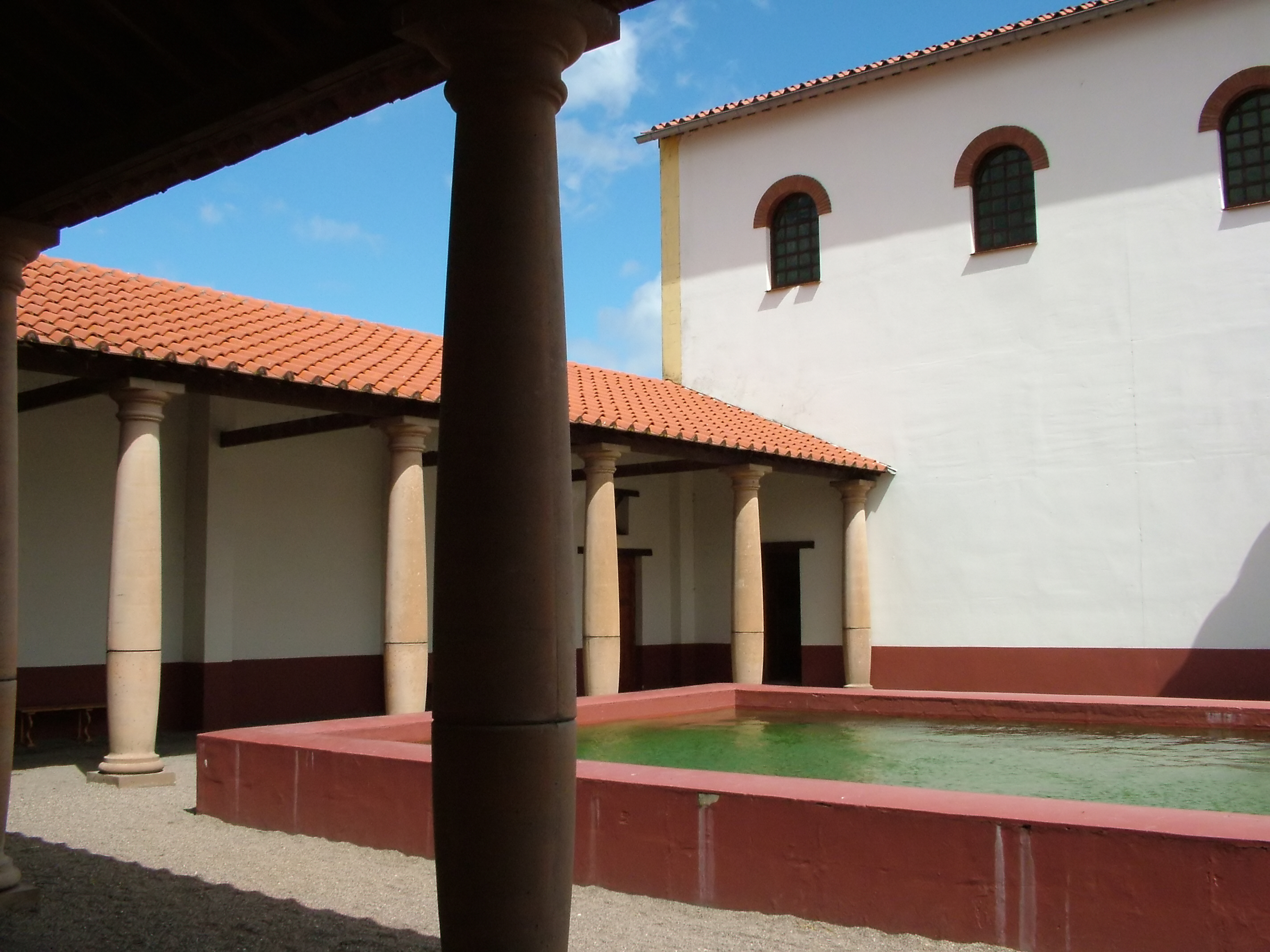
Nhà tắm La Mã Coriovallum ở Heerlen, Hà Lan (được phục dựng)
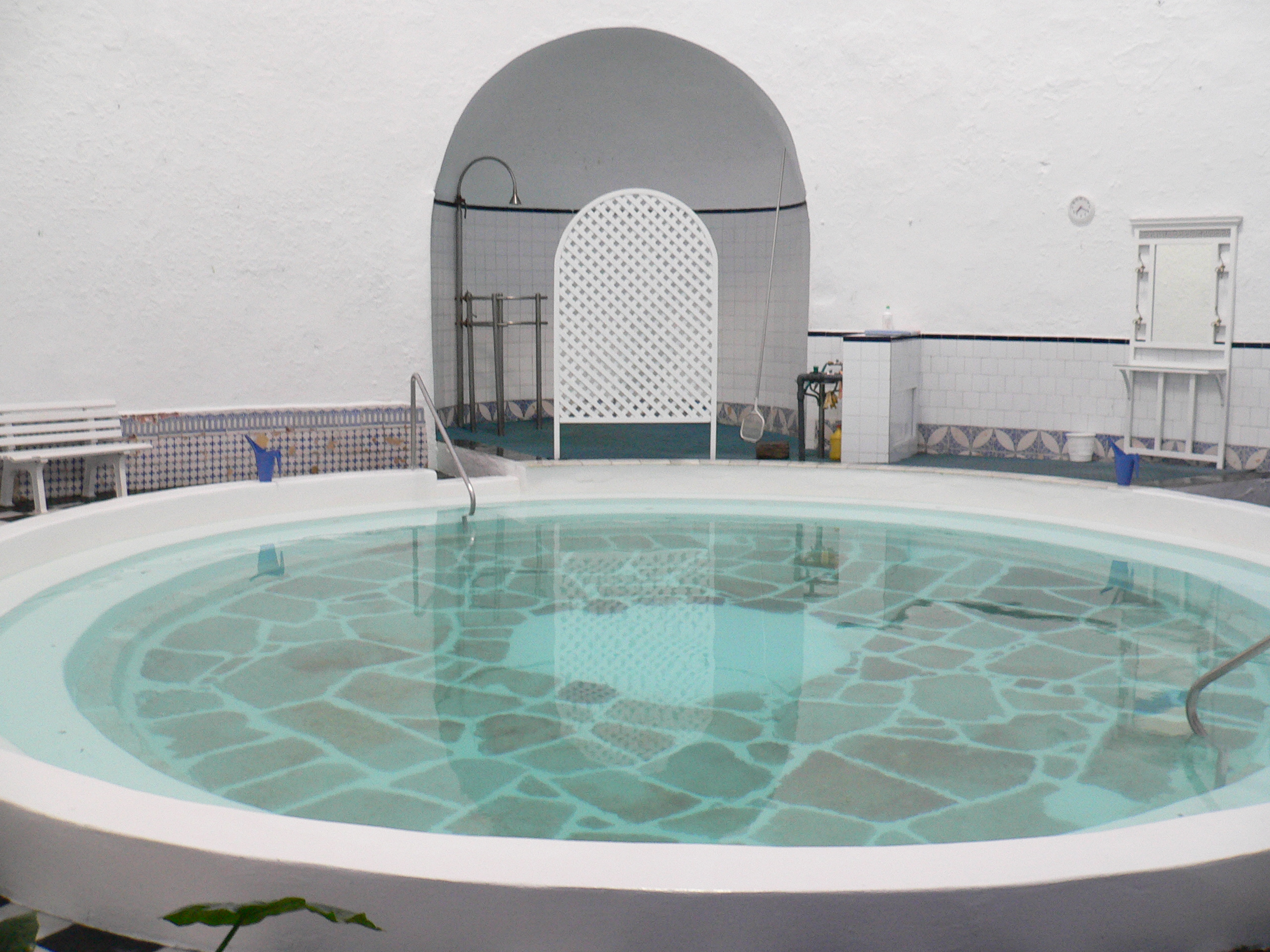
Roman Baths of Alange, Extremadura, Tây Ban Nha